# Лектиновый путь активации системы комплемента
Лекти́новый путь актива́ции систе́мы комплеме́нта — один из трёх путей активации системы комплемента, наряду с альтернативным путём и классическим путём. Как и альтернативный путь, лектиновый путь системы комплемента не требует участия антител, поэтому его (наряду с альтернативным) относят к гуморальным механизмам врождённого иммунитета (а классический путь, для активации которого необходимы комплексы антиген—антитело, относят к гуморальным механизмам приобретённого иммунитета).
Лектиновый путь был признан третьим возможным путём активации системы комплемента в 1990-х годах.

## Механизм

### Инициация
Лектиновый путь активации комплемента не требует участия антител и запускается при связывании микробных полисахаридов лектинами, циркулирующими в плазме крови, такими как маннан-связывающий лектин (англ. mannan-binding lectin, MBL), или фиколинами. MBL, L-фиколин и H-фиколин циркулируют в кровотоке, а M-фиколин выделяет активированные макрофаги в тканях. MBL связывается с остатками маннозы в составе полисахаридов, а фиколины связывают N-ацетилглюкозамин-содержащие гликаны. MBL и фиколины взаимодействуют с сериновыми протеазами группы MASP (от англ. MBL-associated serine proteases), которые структурно гомологичны компонентам классического пути C1r и C1s и выполняют аналогичные функции, а именно, расщепление C2 и C4 в ходе активации комплемента. Последующие стадии лектинового пути идентичны таковым в составе классического пути.

### Формирование C3-конвертазы
Фрагмент C4, известный как C4b, взаимодействует с фрагментом C2 C2a, который образуется при расщеплении C2 протеазами MASP. Комплекс C4b2a является C3-конвертазой и может связывать C3 и ферментативно расщеплять его. Связывание C3 с C3-конвертазой обеспечивается C4b, а C2a катализирует протеолиз C3. При расщеплении C3 образуются два фрагмента, меньший из которых, C3a, удаляется, а C3b может взаимодействовать с фактором B и образовывать больше C3-конвертаз по альтернативному пути активации комплемента. Одна C3-конвертаза в итоге может давать начало сотням и тысячам молекул C3b на поверхности микробной клетки, которая была распознана лектинами. Некоторые молекулы C3b связываются с C3-конвертазой с образованием комплекса C4b2a3b, который является C5-конвертазой. C5-конвертаза расщепляет C5 и запускает поздние стадии каскада комплемента.

### Формирование C5-конвертазы и мембраноатакующего комплекса

Строение мембраноатакующего комплекса

C5-конвертазы, образовавшиеся в ходе классического, альтернативного или лектинового пути, запускают последующие этапы каскада комплемента, кульминацией которых является образование мембраноатакующего комплекса. C5-конвертаза расщепляет C5 на высвобождаемый меньший фрагмент C5a и больший фрагмент C5b, который остаётся связанным с белками комплемента на поверхности микробной клетки. Последующие участники каскада комплемента — C6, C7, C8 и C9 — являются структурно близкими белками, лишёнными ферментативной активности. C5b временно сохраняет конформацию, в которой он может связать C6 и C7 с образованием комплекса C5b,6,7. C7 обладает гидрофобными свойствами и вставляется в липидный бислой клеточной мембраны, где становится высокоаффинным рецептором C8. Белок C8 имеет тримерную структуру, и одна из его субъединиц связывается с комплексом C5b,6,7, при этом формируя ковалентную связь со второй субъединицей; третья субъединица интегрирует в клеточную мембрану. Получившийся в результате комплекс C5b,6,7,8 (C5b-8) обладает невысокой способностью к лизису клетки, и формирование полностью функционального мембраноатакующего комплекса завершается при связывании с C5b,6,7,8 компонента C9. C9 полимеризуется в местах взаимодействия с комплексом C5b,6,7,8 и формирует поры в мембране. Через поры, имеющие диаметр около 100 ангстрем, свободно перемещаются вода и ионы. Вход воды в клетку из-за осмоса приводит к её набуханию и разрушению. Поры, сформированные C9, похожи на поры, образованные белком перфорином, который входит в состав гранул цитотоксических T-лимфоцитов и натуральных киллеров, кроме того, C9 структурно гомологичен перфорину.

## Клиническое значение
Пациенты, имеющие дефекты в лектиновом пути комплемента, предрасположены к повторяющимся инфекциям, в том числе к инфекциям верхних дыхательных путей, а также пневмониям и менингиту, особенно на фоне противораковой химиотерапии и приёма иммунодепрессантов. Тем не менее, клиническое значение лектинового пути является спорным.